# Saint-Rémy-des-Landes

Saint-Rémy-des-Landes este o comună în departamentul Manche, Franța. În 1 ianuarie 2018 avea o populație de 214 de locuitori.